# Tschimy
Tschimy Obenga, znan tudi samo kot Tschimy (izg. ['tʃimi]), slovenski glasbeni producent in pevec, * 1998. Živi in deluje v Ljubljani.

## Življenje in kariera
Tschimy se je rodil očetu iz Gabona in materi iz Slovenije. Kot otrok je sprva igral klavir, kasneje pa ga je opustil in se raje začel učiti igrati kitaro. V najstniških letih je kot basist deloval v zasedbi Lube duše, ki je preigravala jazz standarde in bossanovo. Ko je skupina razpadla, se je začel ukvarjati s produkcijo lastne glasbe. Kot vir navdiha navaja kantavtorja Iztoka Mlakarja, vsa besedila napiše v slovenščini.
Oktobra 2020 je izdal svoj debitantski EP z naslovom Human OS pri založbi Ente Tapes. Deležen je bil zelo pozitivnega kritiškega odziva, glavni singl "Hera" pa je na YouTubu v treh mesecih prejel 11.000 ogledov.

## Diskografija
EP-ji
- Human OS (2020)